# 内陸都市
内陸都市（ないりくとし）とは、地理用語で内陸、広義では海に面していない都市、狭義では海から離れている都市のことを言う。

## 概要
広義では海に面していない都市を言い表すが、狭義では海から遠く離れている都市のことを指す。例えば札幌の場合広義では海に面していないため内陸都市となるが、狭義では石狩湾に近いため内陸都市とならない。

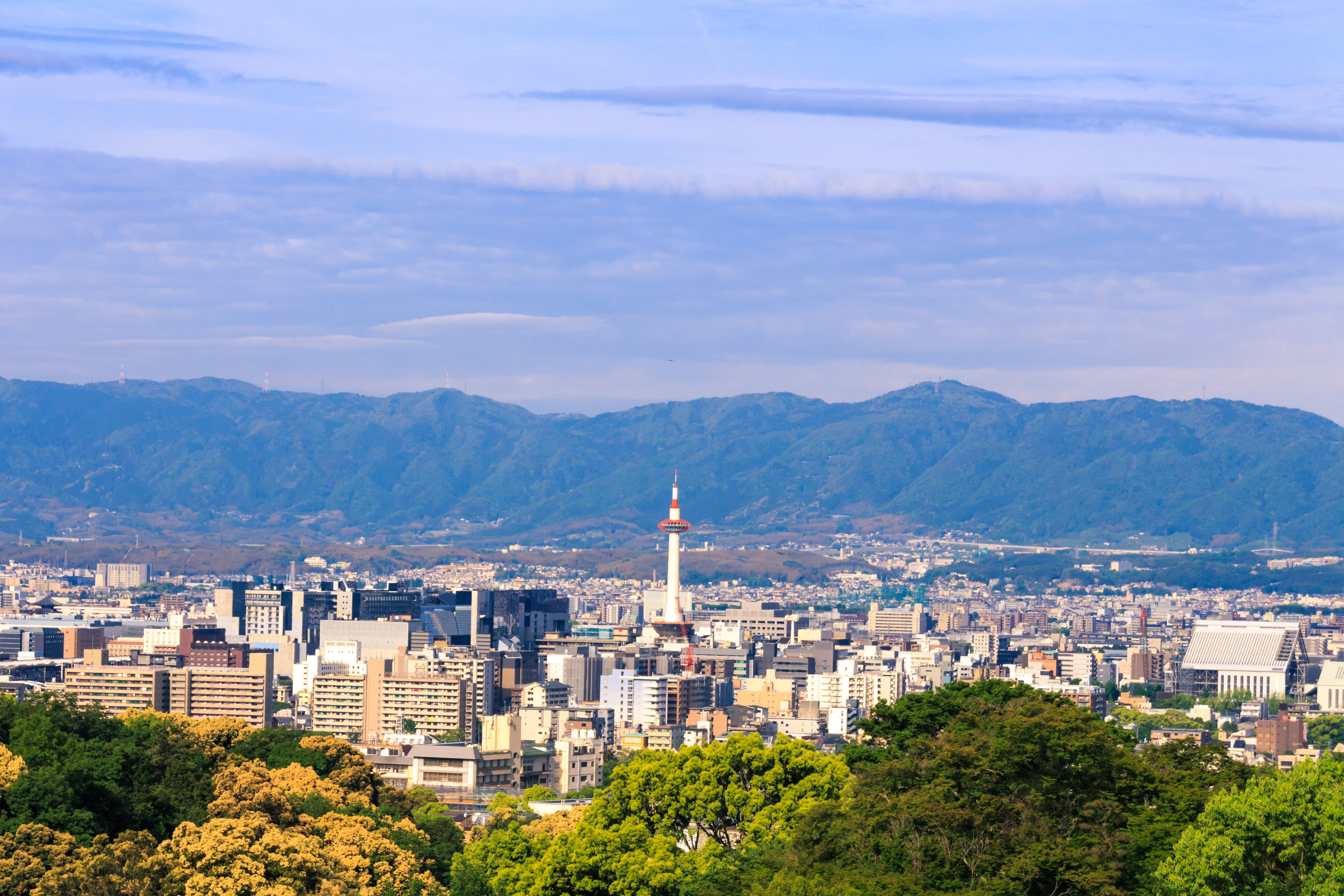
京都盆地に位置する平安京の置かれた京都市

沿海部から土地の開発を行った地域では、内陸都市は、交通が発達している港湾都市に比べて経済の発達が遅れていることが多い。特に中国やオーストラリアなどではその傾向が強い。反対に戦乱が多かった地域では、攻められにくい内陸部の盆地などに都市を築いたという例もある。日本では過去に平城京や平安京、平泉などが、ヨーロッパ諸国では一部の国々の首都といったものがその例として挙げられる。20世紀ではパキスタンが、インドとの国境紛争への迅速な対処とアラビア海沿岸部の防衛強化、さらにプライメイトシティへの一極集中の是正などの問題から、港湾都市である最大都市の旧首都カラチからカシミールにも近い内陸部に新首都イスラマバードを建設し、遷都した。2007年に軍事政権を持つミャンマーが、同国最大の都市であるヤンゴンから地方の内陸都市のネピドーに遷都したといった事例が近年でも存在している。
気候の特徴としては、盆地では空気が乾燥しやすいことや、気温の高低差が大きい事が挙げられる。高地や砂漠ではまた違った気候がみられる。　詳細は内陸性気候を参照

## 代表的な内陸都市

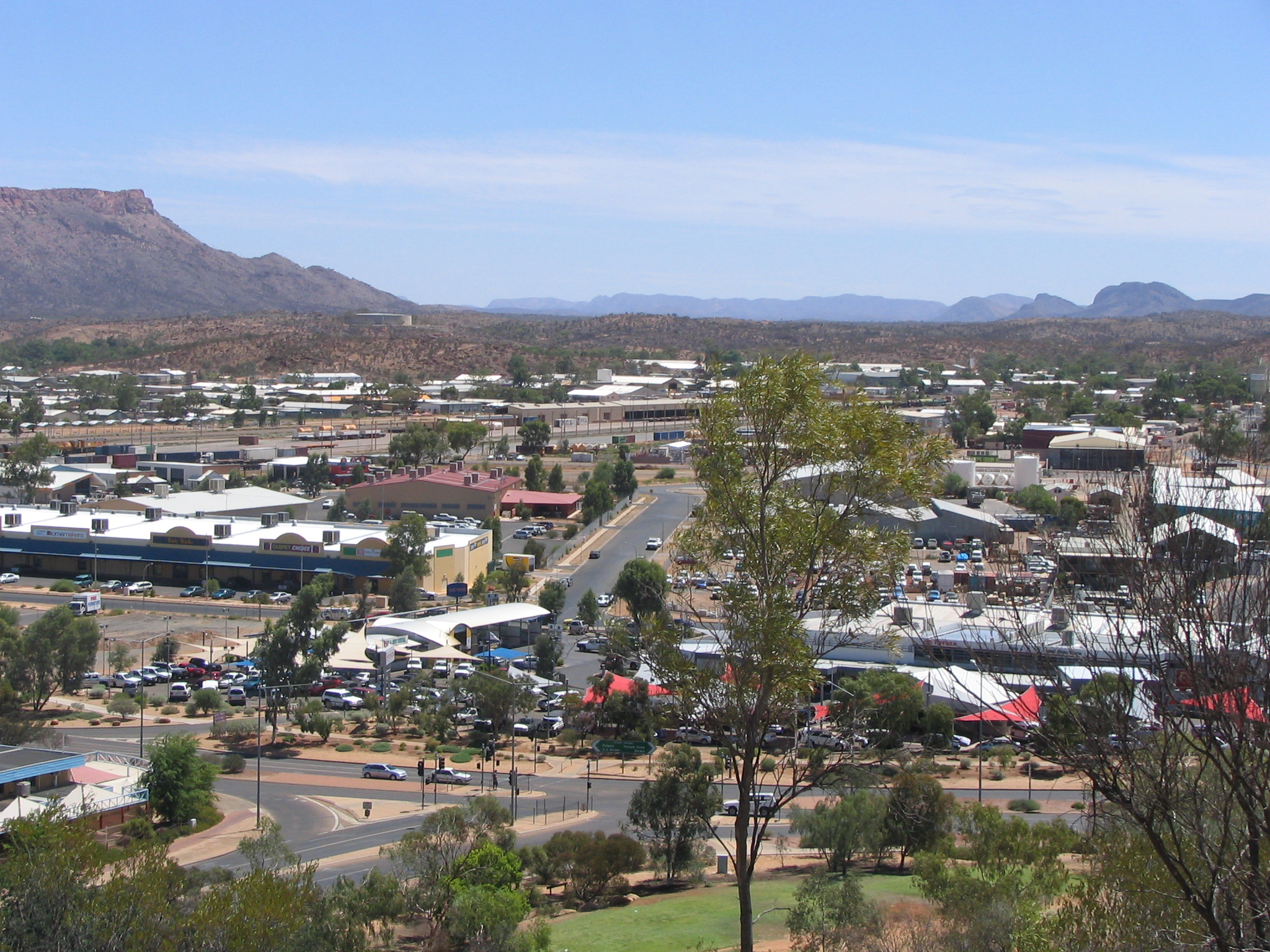
アリススプリングス

### ヨーロッパ
- モスクワ - 東ヨーロッパ平原
- ノボシビルスク - 西シベリア低地

### アジア
- ウルムチ - ジュンガル盆地　「海から最も遠い都市」と呼ばれている。
- ラサ - チベット高原
- 重慶 - 四川盆地
- リヤド - アラビア半島

### 北アメリカ
- デンバー - ロッキー山脈

### 南アメリカ
- マナウス - アマゾン盆地

### アフリカ
- アディスアベバ - エチオピア高原
- ムブジマイ - コンゴ盆地

### オセアニア
- アリススプリングス - マクドネル山脈